# Quartier du Père-Lachaise
Das Quartier du Père-Lachaise ist das 79. der 80 Quartiers (Stadtviertel) von Paris im 20. Arrondissement.

Die Stadtviertel im 20. Arrondissement

## Lage
Das Quartier befindet sich in der Mitte des 20. Arrondissement rund um den Friedhof Père-Lachaise.

## Namensursprung
Das Viertel ist nach dem Friedhof (französisch Cimetière du Père-Lachaise) benannt, der seine Hauptfläche ausmacht.

## Geschichte
Die Urbanisierung erreichte diesen Stadtteil von Paris erst im 19. Jahrhundert. bis dahin war hier freies Land und Geistliche und wohlhabende Bürger von Paris verbrachten hier ihre Freizeit. Mit der Einrichtung des Friedhofs unter Napoleon begann die Strukturierung und Entwicklung des Viertels.
Das Stadtviertel Père-Lachaise wurde 1860 in das Stadtgebiet von Paris eingegliedert, als die Gemeinden Charonne und Belleville zum 20. Arrondissement wurden. Bis zu diesem Zeitpunkt lag es direkt hinter der Mauer der Generalpächter; heute verlaufen hier die Boulevard de Ménilmontant und de Charonne.
Ebenso wie der größte Teil des Pariser Ostens, war auch das Viertel du Père-Lachaise während des 20. Jahrhunderts besonders beliebt. Die Gentrifizierung, die in den Jahren 2000 und 2010 das Viertel ergriff, war jedoch durch den großen Anteil des sozialen Wohnungsbaus eingeschränkt.

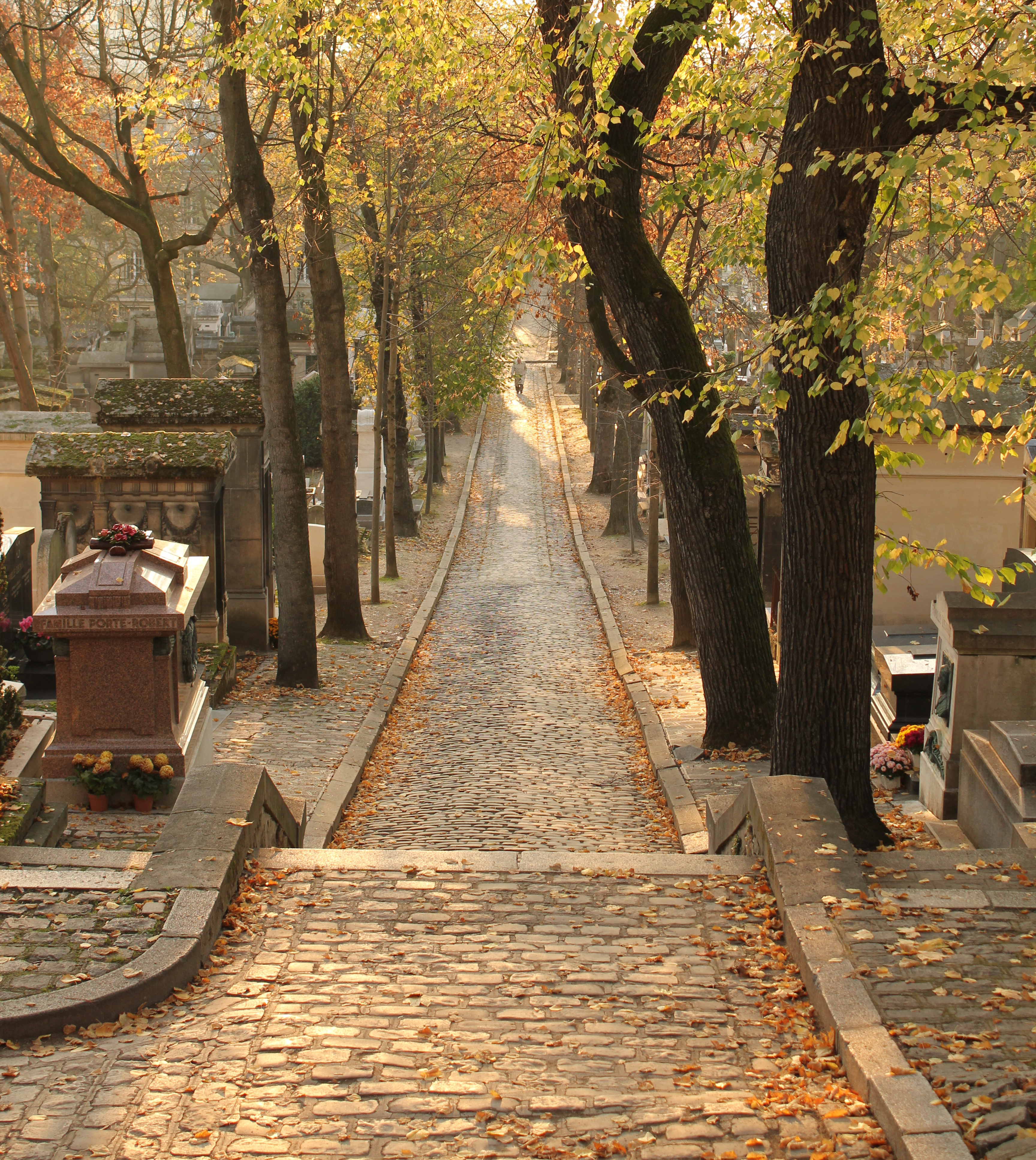
Der Friedhof Père-Lachaise

## Sehenswürdigkeiten
- Cimetière du Père-Lachaise
- Mairie du 20. arrondissement de Paris[1]
- Hôpital Tenon